# The Inbetweeners (Estados Unidos)
The Inbetweeners é uma série de televisão estadunidense de comédia desenvolvida por Brad Copeland para a MTV. Estrelada por Joey Pollari, Bubba Lewis, Mark L. Young, Zack Pearlman, Alex Frnka e Brett Gelman. Se trata de um remake da série original britânica de mesmo nome escrita e criada por Damon Beesley e Iain Morris, que servem como produtores executivos ao lado de Copeland, Aaron Kaplan e Lauren Corra. O show estreou na MTV em 20 de agosto de 2012. Em 28 de novembro de 2012, a MTV decidiu cancelar a série devido a baixa audiência.

## Produção
Após uma tentativa frustrada da ABC para criar uma versão americana de The Inbetweeners em 2008, a MTV anunciou no final de setembro de 2010, que tinha contratado o célebre escritor de comédia Brad Copeland (conhecido por escrever comédias americanas como Arrested Development e My Name Is Earl) para escrever o roteiro da versão americana. Taika Waititi foi escolhido para dirigir o episódio piloto.
Em 31 de março de 2011, a MTV anunciou oficialmente que havia escolhido The Inbetweeners para mais onze episódios, criando uma temporada de doze episódios na primeira temporada. Copeland atuou como produtor executivo e showrunner.
No final de novembro de 2012 veio a notícia de que a MTV decidiu não seguir em frente com uma segunda temporada da série. MTV disse ao The Wrap: "Por enquanto não vamos avançar com outra temporada de The Inbetweeners, gostamos muito de trabalhar com os criadores do programa e com esse elenco tão talentoso e engraçado".
A versão americana também foi extremamente impopular com os telespectadores britânicos, com muitos jornais relatando que a série tinha 'fracassado'. A série foi listada pelo Jornal Metro como uma das "Top 10 comédias britânicas cujos remakes americanos fracassaram'.

## Elenco

### Principal
| Ator/Atriz    | Personagem      | Temporada |
| Ator/Atriz    | Personagem      | 1         |
| ------------- | --------------- | --------- |
| Joey Pollari  | Will McKenzie   | Regular   |
| Bubba Lewis   | Simon Cooper    | Regular   |
| Alex Frnka    | Carli D'Amato   | Regular   |
| Zack Pearlman | Jay Cartwright  | Regular   |
| Mark L. Young | Neil Sutherland | Regular   |

### Recorrente
| Ator/Atriz              | Personagem      |
| ----------------------- | --------------- |
| Austin Abrams           | Todd Cooper     |
| Brett Gelman            | Sr. Gilbert     |
| Brian Patrick Clarke    | Sr. Cooper      |
| Christine Scott Bennett | Polly Mackenzie |
| Marie Avgeropoulos      | Samantha        |

### Participação
| Ator/Atriz          | Personagem        |
| ------------------- | ----------------- |
| Aaron Colton        | Aaron             |
| Brian Huskey        | Sr. Sutherland    |
| Britni Sheridan     | Becky             |
| Chanel Celaya       | Lizzy Mancini     |
| Chris Warren Jr.    | Darius            |
| Danielle Alagna     | Sloane            |
| David Koechner      | Jim Remis         |
| Kirby Bliss Blanton | Charlotte Allen   |
| Lenny Schmidt       | Terry Cartwright  |
| Lisa Glaze          | Sra. Cartwright   |
| Susan Gallagher     | Sra. Cooper       |
| Wil Traval          | Jonno             |
| Ryan Cutrona        | Chefe de Polícia  |
| Courtney James      | Segurança da loja |
| Kia Malone          | Repórter de TV    |
| Amy LoCicero        | Massagista        |

## Elenco de vozes
| Personagens       | Dubladores            |
| ----------------- | --------------------- |
| Will McKenzie     | Charles Emmanuel      |
| Simon Cooper      | Francisco Quintiliano |
| Jay Cartwright    | Wirley Contaifer      |
| Neil Sutherland   | Rafael Rodrigo        |
| Carli D’Amato     | Érika Menezes         |
| Todd Cooper       | Yan Gesteira          |
| Sr. Gilbert       | Eduardo Borgerth      |
| Sr. Cooper        | Ricardo Schnetzer     |
| Polly Mackenzie   | Mariana Torres        |
| Samantha          | Carina Eiras          |
| Aaron             | Yan Gesteira          |
| Sr. Sutherland    | Walmir Barbosa        |
| Becky             | Jéssica Marina        |
| Lizzy Mancini     | Flávia Fontenelle     |
| Darius            | Yan Gesteira          |
| Sloane            | Christiane Monteiro   |
| Jim Remis         | Malta Júnior          |
| Charlotte Allen   | Hannah Buttel         |
| Terry Cartwright  | Carlos Roberto        |
| Sra. Cartwright   | Flávia Fontenelle     |
| Sra. Cooper       | Isabela Quadros       |
| Jonno             | Hércules Fernando     |
| Chefe de Polícia  | Jorge Rosa            |
| Segurança da loja | Carlos Roberto        |
| Repórter de TV    | Christiane Monteiro   |
| Massagista        | Ana Lúcia Menezes     |